# Jastrzębie Zdrój (stacja kolejowa)
Jastrzębie Zdrój – zlikwidowana stacja kolejowa w Jastrzębiu-Zdroju, w województwie śląskim, w Polsce. Znajdowała się na wysokości 242 m n.p.m.

## Historia
Stacja kolejowa została otwarta 1 czerwca 1911 roku wraz z uruchomieniem odcinka Pawłowice – Jastrzębie linii kolejowej z Orzesza. Powstała wówczas stacja kolejowa Bad Jastrzemb była najbliżej położoną stacją dla uzdrowiska. Na parterze znajdowały się dwie kasy biletowe, pomieszczenie bagażowe, poczekalnia oraz nastawnia. Na piętrze urządzono cztery pomieszczenia mieszkalne. Ostatnia kondygnacja to poddasze. Do 2 grudnia 1913 roku, kiedy to oddano odcinek do Moszczenicy, była stacją krańcową. 
1 czerwca 1997 roku zawieszono kursy pasażerskie do Wodzisławia Śląskiego. 18 lutego 2001 roku zawieszono przewozy pasażerskie z Pawłowic. Przez kilka lat pomieszczenia na parterze budynku dworcowego były dzierżawione przez prywatne przedsiębiorstwo. Początkowo pomieszczenia mieszkalne były zajmowane. Jednak w późniejszym okresie obiekt popadł w całkowitą ruinę. Dworzec był pozbawiony nadzoru i systematycznie dewastowany. 1 października 2018 budynek został całkowicie rozebrany, z powodu znacznych uszkodzeń powstałych w wyniku podpalenia.
Obok nieistniejącej stacji zlokalizowana jest zdewastowana wieża ciśnień.
Tuż przy stacji przebiega pieszy  Szlak im. Powstańców Śląskich (Szeroka – Godów) oraz trasa rowerowa  EuroVelo 4.

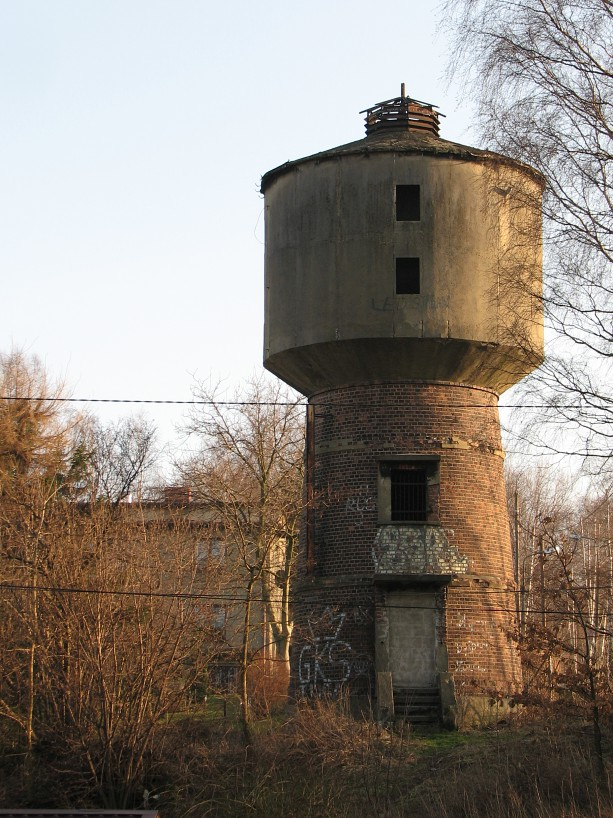
Wieża ciśnień
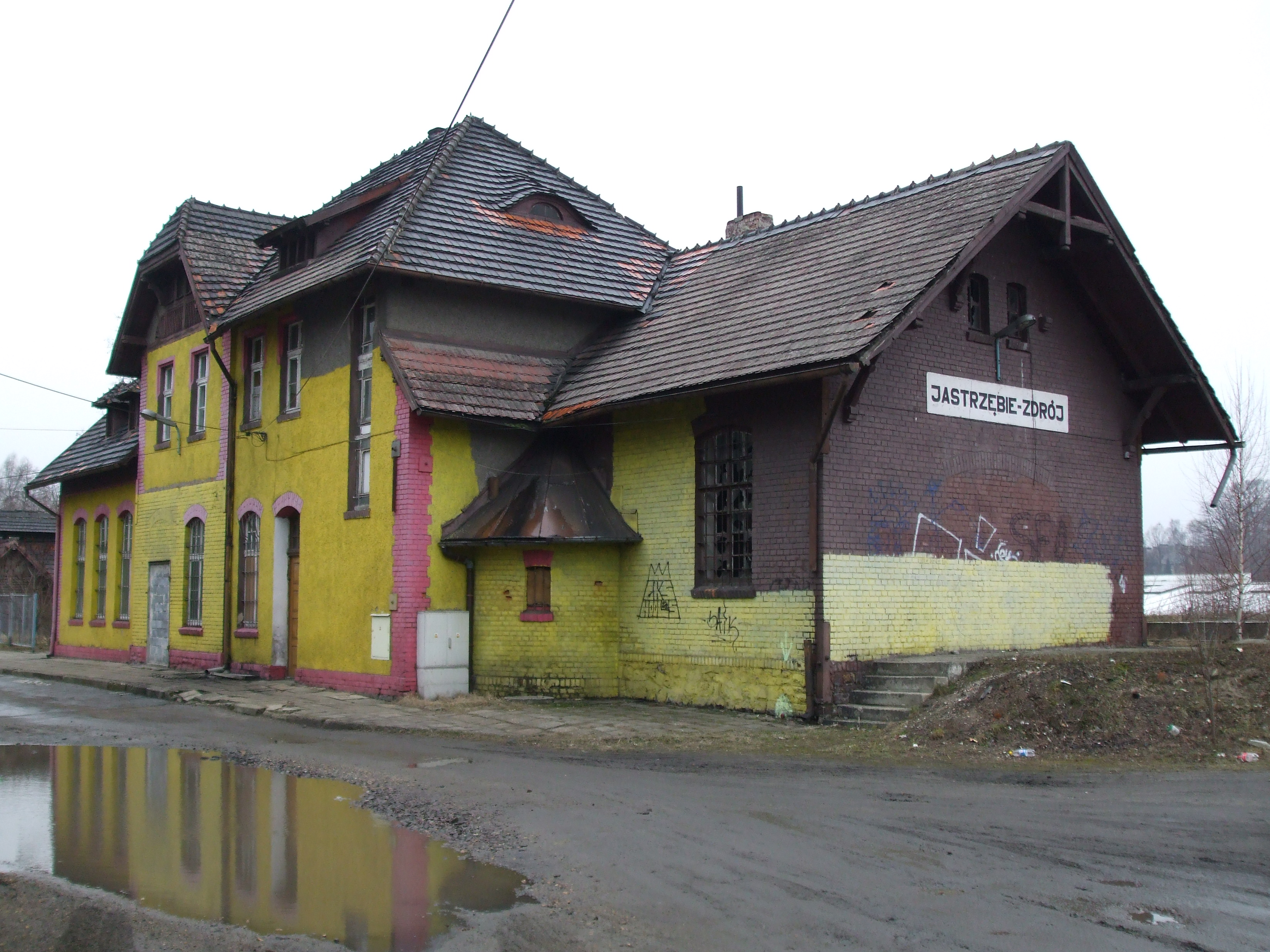
Nieistniejący dworzec
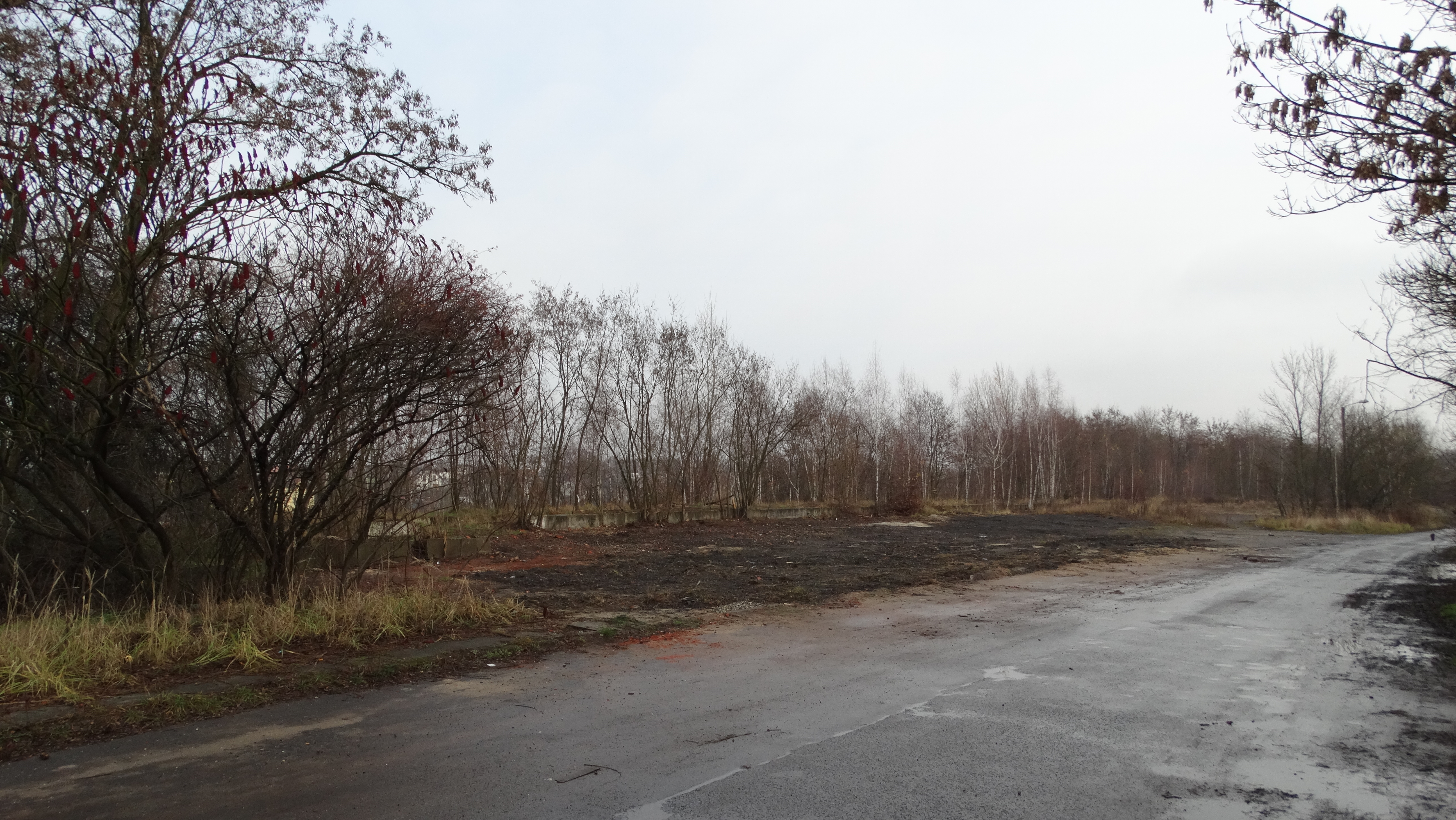
Teren po wyburzeniu dworca